# Kerri Green
Kerri Lee Green (Fort Lee, Estados Unidos, 14 de janeiro de 1967) é uma atriz estadunidense.
Green nasceu em Fort Lee, Nova Jersey. Ela cresceu em Woodcliff Lake, New Jersey e estudou na Pascack Hills High School, em Montvale, Nova Jersey.

## Filmografia
- Law & Order: Special Victims Unit … Michelle
- ER … Lynn Parker
- Murder, She Wrote … Sara
- Tainted Blood (TV) … Tori Pattersen
- Blue Flame … Rain
- Mad About You … Stacey
- The Burden of Proof (TV)… Kate Granum
- In the Heat of the Night … Karen Severance
- ABC Afterschool Specials … Madeline Green
- Three for the Road … Robin Kitteredge
- Young Harry Houdini(TV) … Calpernia
- Lucas … Maggie
- Summer Rental … Jennifer Chester
- The Goonies … Andrea "Andy" Carmichael